# Tay Keith
Tay Keith, pseudonimo di Brytavious Lakeith Chambers (Memphis, 20 settembre 1996), è un produttore discografico statunitense.

## Biografia
Brytavious Lakeith Chambers nasce il 20 settembre 1996 a Memphis, Tennessee. È cresciuto con sua madre e suo padre sapendo che la musica sarebbe stata il suo futuro. Keith è il membro più giovane della sua famiglia.
Quando aveva circa quattordici anni, iniziò a fare musica e a pubblicarla su YouTube e DatPiff. Aveva anche un pianoforte che usava per comporre brani e fare cover di brani famosi.
Keith ha incontrato il collega BlocBoy JB quando aveva quattordici anni, dopo essersi trasferito a Raleigh. I due hanno iniziato a fare musica insieme poco dopo.

## Carriera
Nel 2015, Keith ha iniziato a lavorare al mixtape Fuck Everybody del rapper Blac Youngsta.
Keith ha ottenuto il successo mainstream nel 2018 producendo i singoli di BlocBoy JB Rover (successivamente remixato con 21 Savage), Shoot e Look Alive (con Drake). Keith ha prodotto inoltre Nonstop di Drake, Sicko Mode di Travis Scott, Not Alike di Eminem (con Royce da 5'9'') e Never Recover di Lil Baby e Gunna con Drake.
Il 17 aprile 2019, Beyoncé ha pubblicato il suo album live Homecoming: The Live Album, che è la registrazione delle sue performance al Coachella. Comprendeva anche una bonus track Before I Let Go, prodotta da Keith stesso.
Il 5 marzo 2020, Aitch ha pubblicato Rain, un singolo con AJ Tracey; la canzone è stata prodotta da Keith.

## Vita privata
Nel dicembre 2018, Keith si è laureato alla Middle Tennessee State University.
Nel gennaio 2019, Keith è stato coinvolto in un incidente stradale. È rimasto illeso dopo l'incidente.

## Discografia

### Album in studio
- 2020 – Fxck the Cash Up (con i Fast Cash Boyz)

### Mixtape
- 2018 – Foolhardy (con Co Cash)
- 2019 – Fuxk These N****s Up 2 (con Lil Juice)

### EP
- 2018 – Fuxk These N****s Up (con Lil Juice)

### Singoli

#### Come artista principale
- 2018 – Winter (con Money Man)
- 2020 – Nothin to Me (con Hardo e Peewee Longway feat. Doe Boy)
- 2020 – Bad Habitz (con Fast Cash Boyz feat. Murda Beatz)
- 2020 – Cash Talk (con Fast Cash Boyz feat. Co Cash)

#### Come artista ospite
- 2020 – Rain (Aitch e AJ Tracey feat. Tay Keith)
- 2020 – No Chorus, Pt. 12 (BlocBoy JB feat. Tay Keith)
- 2020 – Main Slime Remix (Pooh Shiesty feat. Moneybagg Yo e Tay Keith)

## Produzioni

### Singoli
- 2018 – Look Alive (BlocBoy JB feat. Drake)
- 2018 – Rover 2.0 (BlocBoy JB feat. 21 Savage)
- 2018 – Who Want the Smoke? (Lil Yachty feat. Cardi B e Offset)
- 2018 – Nonstop (Drake)
- 2018 – Sicko Mode (Travis Scott feat. Drake)
- 2018 – Stoopid (6ix9ine feat. Bobby Shmurda)
- 2019 – Jumpin on a Jet (Future)
- 2019 – 100 Shooters (Future feat. Meek Mill e Doe Boy)
- 2020 – U Played (Moneybagg Yo e Lil Baby)
- 2020 – Go Stupid (Polo G, Stunna 4 Vegas e NLE Choppa feat. Mike WiLL Made-It)
- 2020 – Holiday (Lil Nas X)
- 2021 - Every Chance I Get (DJ Khaled feat. Lil Baby & Lil Durk)
- 2021 - I Did It (DJ Khaled feat. Post Malone, Megan Thee Stallion, Lil Baby & DaBaby)
- 2021 - Type Shit (Migos feat. Cardi B)
- 2021 - Over The Top (Smiley feat. Drake)
- 2022 - c!ao (thasup feat. Rondodasosa)

### Altri brani prodotti

#### 2013
Lil B - 100% Gutta
- 14. Still Flexin Membership

#### 2014
PnB Rock - Real N*gga Bangaz
- 07. Stylish

#### 2015
T-Wayne - Who Is Rickey Wayne?
- 09. Stallion

#### 2016
Blac Youngsta - Young & Reckless
- 06. Catch a Body
- 11. All Of My N*ggas

BlocBoy JB - Who Am I
- 11. Change On Your N*ggas
- 16: No Chorus, Pt. 5
- 19. No Chorus, Pt. 6

Blac Youngsta - Fuck Everybody
- 01. Fuck Everybody Intro
- 08. Lil Bitch
- 10. On Me

BlocBoy JB - No Chorus, Pt. 7
- 13. No Chorus, Pt. 7

Moneybagg Yo & Yo Gotti - 2 Federal
- 03. Afta While
- 10. Gang Gang feat. Blac Youngsta
- 15. No Dealings

Project Pat - Street God 4
- 04. Real Hood N*ggas
- 05. Catch You Slippin

BlocBoy JB - Who Am I 2
- 02. Ride To West Memphis
- 09. Fr
- 12. No Chorus, Pt. 9

#### 2017
Moneybagg Yo - Heartless
- 04. More
- 08. Hurtin

Blac Youngsta - Illuminati
- 08. Set Trip

BlocBoy JB - Loco
- 01. Intro
- 04. Fucc A N*gga Bitch
- 09. No Chorus, Pt. 9
- 13. Outro

Blac Youngsta - I'm Innocent
- 02. Birthday

BlocBoy JB - Who Am I 3
- 01. Intro
- 02. Shoot
- 04. First Day Bacc on Da Bloc
- 10. No Chorus, Pt. 10

Moneybagg Yo - Federal 3X
- 02. Important
- 04. Doin' It

BlocBoy JB - The Purple M&M
- 01. Intro
- 02. BBQ
- 04. No Topic
- 05. Pull Up
- 08. Soulja
- 12. Outro

Doe Boy - In Freebandz We Trust 2
- 05. Shoot Em Up

Starlito - Funerals & Court Dates 2
- 09. Important Freestyle

Starlito - Starlito's Way 4: GhettOut
- 02. SB4Life
- 04. SW4
- 09. Airplane Mode

#### 2018
Juicy J - Shutdafukup
- 07. Broke N*ggaz feat. YKOM

Key Glock - Glock Bond
- 09. Russian Cream

Moneybagg Yo - 2 Heartless
- 06. Ion Get You
- 09. Super Fake
- 16. Back Then

Xavier Wulf - East Memphis Maniac
- 02. Homecoming (feat. Bankroll Rico)”
- 03. Eastside Sliding (feat. idontknowjeffery & Chris Travis)
- 04. Request Refused

Blac Youngsta - 223
- 06. Fuck Everybody Else

BlocBoy JB - Simi
- 01. Turnt Up
- 02. Look Alive feat. Drake
- 03. Nun of Dat feat. Lil Pump
- 07. Rover 2.0 feat. 21 Savage
- 09. Wait
- 10. Nike Swoosh feat. YG
- 15. No Chorus, Pt. 11
- 18. Outro

Lil Baby - Harder Than Ever
- 04. Exotic ft. Starlito

Rico Nasty - Nasty
- 04. In The Air feat. BlocBoy JB
- 11. Transformer feat. Gnar

Drake - Scorpion
- 02. Nonstop

Wiz Khalifa - Rolling Papers 2
- 10. Real Rich feat. Gucci Mane

Moneybagg Yo - Bet On Me
- 01. Dice Game
- 02. Rush Hour
- 03. Wat U On feat. Gunna
- 04. Exactly
- 07. Correct Me

Travis Scott - Astroworld
- 03. Sicko Mode feat. Drake

Blac Youngsta - Fuck Everybody 2
- 02. Uh Uh
- 05. Ight feat. Lil Pump

Eminem - Kamikaze
- 08. Not Alike feat. Royce da 5'9"

Lil Baby e Gunna - Drip Harder
- 13. Never Recover feat. Drake

Quavo - Quavo Huncho
- 06. Shine

Lil Yachty - Nuthin' 2 Prove
- 08. Who Want the Smoke? feat. Cardi B e Offset

BlocBoy JB - Don't Think That
- 02. Club Roc
- 05. Bacc Street Boys

Metro Boomin - Not All Heroes Wear Capes
- 03. Don't Come Out The House feat. 21 Savage

Moneybagg Yo - Reset
- 03. They Madd

Tee Grizzley - Still My Moment
- 02. Hooters

Key Glock - Glockoma
- 01. Since 6ix
- 02. Life Is Great
- 05. Dope
- 08. Yea!!

6ix9ine - Dummy Boy
- 01. Stoopid feat. Bobby Shmurda

Meek Mill - Championships
- 11. Tic Tac Toe feat. Kodak Black

#### 2019
Future - The Wizrd
- 02. Jumpin on a Jet
- 04. Tempation
- 09. Promise U That

NAV - Bad Habits
- 17. Amazing feat. Future

Beyoncé - Homecoming: The Live Album
- 39. Before I Let Go

DJ Khaled - Father of Asahd
- 02. Wish Wish feat. Cardi B e 21 Savage
- 03. Jealous feat. Chris Brown, Lil Wayne e Big Sean

Moneybagg Yo - 43va Heartless
- 09. No Filter

Denzel Curry - Zuu
- 04. Automatic

Miley Cyrus - She Is Coming
- 01. Mother's Daughter

BlocBoy JB - I Am Me
- 04. Head In My Lap

Gucci Mane - Delusions of Granduer
- 07. Bottom
- 16. Look At Me Now
- 17. Making of a Murderer

ILoveMakonnen - M3
- 05. Money Fiend

Jaden - Erys
- 08. Got It

Ugly God - Bumps & Bruises
- 10. Batman

Gucci Mane - Woptober II
- 05. Came from Scratch feat. Quavo

Hoodrich Pablo Juan - Dope Money Violence
- 11. Pirate

Flipp Dinero - Love for Guala
- 05. If I Tell You
- 08. Not Too Many

Troyman - Rhythm + Flow Soundtrack: The Final Episode
- 01. Streetlight

#### 2020
Moneybagg Yo - Time Served
- 02. U Played feat. Lil Baby

Yo Gotti - Untrapped
- 12. Bounce That

Marlo - 1st & 3rd
- 06. Stay Down feat. Young Thug

Lil Baby - My Turn
- 07. Same Thing
- 09. Commercial feat. Lil Uzi Vert
- 12. No Sucker feat. Moneybagg Yo

Ambjaay - It Cost to Live Like This, Pt. 2
- 02. "Blow The Pickle" ft. Wiz Khalifa

Jackboy - Jackboy
- 08. Like a Million feat. Kodak Black

NAV - Brown Boy 2
- 01. I'm Up

Polo G - The Goat
- 05. Go Stupid con Stunna 4 Vegas e NLE Choppa feat. Mike WiLL Made-It

Future - High Off Life
- 20. 100 Shooters con Doe Boy feat. Meek Mill

Gunna - Wunna
- 04. Feigning

#### 2022
Tha Supreme - Carattere speciale
- 18. Ciao feat. Rondodasosa